# ゲオルギー・アガベコフ
ゲオルギー・アガベコフ（Георгий Сергеевич Агабеков；1895年 - 1938年）は、ソ連のチェキスト。1930年に亡命し、フランス、ルーマニアに協力した。
第一次世界大戦とロシア内戦に従軍。1920年からチェーカーに入り、エカテリンブルク、ブハル、タシケントで働く。1928年から統合国家政治局（OGPU）外国課東方班長。
1929年から駐トルコ非合法支局長となるが、1930年6月、パリに亡命。「ゲーペーウー。チェキストのメモ」、「仕事のためのチェーカー」を著作し、ソ連秘密警察の活動を暴露した。
1932年、アレクセーエフを長とするゲーペーウーの暗殺団が送られたが、ルーマニアのシグランツァにより阻止された。1938年、パリで暗殺。